# Filet de sole/Philly of Soul
Filet de sole/Philly of Soul è un album di Philly Joe Jones, pubblicato dalla Marge Records nel 1992. Il disco fu registrato il 19 giugno 1981 allo "Studio Jazz Unité" di Parigi, Francia.

## Tracce
1. Two Bass Hit – 3:53 (Dizzy Gillespie, John Lewis)
2. Our Delight – 4:16 (Tadd Dameron)
3. Dedicate to Tadd – 4:59 (Charles Davis)
4. Trailways – 3:52 (Philly Joe Jones)
5. Hi-Fly – 13:07 (Randy Weston)
6. Killer Joe – 9:12 (Benny Golson)

## Musicisti
- Philly Joe Jones  - batteria
- Hirshel McGinnis  - sassofono alto (tranne brano : 5)
- Charles Davis  - sassofono tenore
- Hal "Cornbread" Singer  - sassofono tenore (tranne brano : 5)
- Roger Guérin  - tromba (tranne brano : 5)
- Glenn Ferris  - trombone (tranne brano : 5)
- Gene Adler  - pianoforte
- Wilbur Little  - contrabbasso